# Danh sách nhân vật trong Trò chơi vương quyền
Các nhân vật trong phim truyền hình kỳ ảo Game of Thrones được dựa trên phiên bản gốc là bộ tiểu thuyết A Song of Ice and Fire của nhà văn George R. R. Martin. Được đặt trong một bối cảnh giả tưởng tại "Thế giới Đã biết," nội dung series là câu chuyện về những cuộc chiến và âm mưu của các gia tộc cao quý để giành lấy Ngai Sắt tại lục địa Westeros.

## Diễn viên

### Diễn viên chính
Dưới đây là dàn diễn viên được ghi nhận là diễn viên chính trong credit mở màn của Trò chơi Vương quyền:
| Diễn viên               | Nhân vật                     | Xuất hiện      | Xuất hiện      | Xuất hiện      | Xuất hiện      | Xuất hiện      | Xuất hiện      | Xuất hiện      | Xuất hiện      |
| Diễn viên               | Nhân vật                     | 1              | 2              | 3              | 4              | 5              | 6              | 7              | 8              |
| ----------------------- | ---------------------------- | -------------- | -------------- | -------------- | -------------- | -------------- | -------------- | -------------- | -------------- |
| Sean Bean[a]            | Eddard "Ned" Stark           | Nhân vật chính |                |                |                |                | Định kỳ        | Khách mời      |                |
| Mark Addy               | Robert Baratheon             | Nhân vật chính |                |                |                |                |                |                |                |
| Nikolaj Coster-Waldau   | Jaime Lannister              | Nhân vật chính | Nhân vật chính | Nhân vật chính | Nhân vật chính | Nhân vật chính | Nhân vật chính | Nhân vật chính | Nhân vật chính |
| Michelle Fairley        | Catelyn Stark                | Nhân vật chính | Nhân vật chính | Nhân vật chính |                |                |                |                |                |
| Lena Headey[b]          | Cersei Lannister             | Nhân vật chính | Nhân vật chính | Nhân vật chính | Nhân vật chính | Nhân vật chính | Nhân vật chính | Nhân vật chính | Nhân vật chính |
| Emilia Clarke           | Daenerys Targaryen           | Nhân vật chính | Nhân vật chính | Nhân vật chính | Nhân vật chính | Nhân vật chính | Nhân vật chính | Nhân vật chính | Nhân vật chính |
| Iain Glen               | Jorah Mormont                | Nhân vật chính | Nhân vật chính | Nhân vật chính | Nhân vật chính | Nhân vật chính | Nhân vật chính | Nhân vật chính | Nhân vật chính |
| Harry Lloyd             | Viserys Targaryen            | Nhân vật chính |                |                |                |                |                |                |                |
| Kit Harington           | Jon Snow                     | Nhân vật chính | Nhân vật chính | Nhân vật chính | Nhân vật chính | Nhân vật chính | Nhân vật chính | Nhân vật chính | Nhân vật chính |
| Sophie Turner           | Sansa Stark                  | Nhân vật chính | Nhân vật chính | Nhân vật chính | Nhân vật chính | Nhân vật chính | Nhân vật chính | Nhân vật chính | Nhân vật chính |
| Maisie Williams         | Arya Stark                   | Nhân vật chính | Nhân vật chính | Nhân vật chính | Nhân vật chính | Nhân vật chính | Nhân vật chính | Nhân vật chính | Nhân vật chính |
| Richard Madden          | Robb Stark                   | Nhân vật chính | Nhân vật chính | Nhân vật chính |                |                |                |                |                |
| Alfie Allen             | Theon Greyjoy                | Nhân vật chính | Nhân vật chính | Nhân vật chính | Nhân vật chính | Nhân vật chính | Nhân vật chính | Nhân vật chính | Nhân vật chính |
| Isaac Hempstead Wright  | Bran Stark                   | Nhân vật chính | Nhân vật chính | Nhân vật chính | Nhân vật chính |                | Nhân vật chính | Nhân vật chính | Nhân vật chính |
| Jack Gleeson            | Joffrey Baratheon            | Nhân vật chính | Nhân vật chính | Nhân vật chính | Nhân vật chính |                |                |                |                |
| Rory McCann             | Sandor "The Hound" Clegane   | Nhân vật chính | Nhân vật chính | Nhân vật chính | Nhân vật chính |                | Nhân vật chính | Nhân vật chính | Nhân vật chính |
| Peter Dinklage          | Tyrion Lannister             | Nhân vật chính | Nhân vật chính | Nhân vật chính | Nhân vật chính | Nhân vật chính | Nhân vật chính | Nhân vật chính | Nhân vật chính |
| Jason Momoa             | Khal Drogo                   | Định kỳ        | Định kỳ        |                |                |                |                |                |                |
| Aidan Gillen            | Petyr "Littlefinger" Baelish | Nhân vật chính | Nhân vật chính | Nhân vật chính | Nhân vật chính | Nhân vật chính | Nhân vật chính | Nhân vật chính |                |
| Liam Cunningham         | Davos Seaworth               |                | Nhân vật chính | Nhân vật chính | Nhân vật chính | Nhân vật chính | Nhân vật chính | Nhân vật chính | Nhân vật chính |
| John Bradley            | Samwell Tarly                | Định kỳ        | Nhân vật chính | Nhân vật chính | Nhân vật chính | Nhân vật chính | Nhân vật chính | Nhân vật chính | Nhân vật chính |
| Stephen Dillane         | Stannis Baratheon            |                | Nhân vật chính | Nhân vật chính | Nhân vật chính | Nhân vật chính |                |                |                |
| Carice van Houten       | Melisandre                   |                | Nhân vật chính | Nhân vật chính | Nhân vật chính | Nhân vật chính | Nhân vật chính | Nhân vật chính | Nhân vật chính |
| James Cosmo             | Jeor Mormont                 | Định kỳ        | Nhân vật chính | Nhân vật chính |                |                |                |                |                |
| Jerome Flynn            | Bronn                        | Định kỳ        | Nhân vật chính | Nhân vật chính | Nhân vật chính | Nhân vật chính | Nhân vật chính | Nhân vật chính | Nhân vật chính |
| Conleth Hill            | Varys                        | Định kỳ        | Nhân vật chính | Nhân vật chính | Nhân vật chính | Nhân vật chính | Nhân vật chính | Nhân vật chính | Nhân vật chính |
| Sibel Kekilli           | Shae                         | Định kỳ        | Nhân vật chính | Nhân vật chính | Nhân vật chính |                |                |                |                |
| Natalie Dormer          | Margaery Tyrell              |                | Nhân vật chính | Nhân vật chính | Nhân vật chính | Nhân vật chính | Nhân vật chính |                |                |
| Charles Dance           | Tywin Lannister              | Định kỳ        | Nhân vật chính | Nhân vật chính | Nhân vật chính | Nhân vật chính |                |                |                |
| Oona Chaplin            | Talisa Maegyr                |                | Định kỳ        | Nhân vật chính |                |                |                |                |                |
| Rose Leslie             | Ygritte                      |                | Định kỳ        | Nhân vật chính | Nhân vật chính |                |                |                |                |
| Joe Dempsie             | Gendry                       | Định kỳ        | Định kỳ        | Nhân vật chính |                |                |                | Nhân vật chính | Nhân vật chính |
| Kristofer Hivju         | Tormund Giantsbane           |                |                | Định kỳ        | Nhân vật chính | Nhân vật chính | Nhân vật chính | Nhân vật chính | Nhân vật chính |
| Gwendoline Christie     | Brienne of Tarth             |                | Định kỳ        | Định kỳ        | Nhân vật chính | Nhân vật chính | Nhân vật chính | Nhân vật chính | Nhân vật chính |
| Iwan Rheon              | Ramsay Bolton                |                |                | Định kỳ        | Main           | Main           | Main           |                |                |
| Hannah Murray           | Gilly                        |                | Định kỳ        | Định kỳ        | Nhân vật chính | Nhân vật chính | Nhân vật chính | Nhân vật chính | Nhân vật chính |
| Michiel Huisman[c]      | Daario Naharis               |                |                | Định kỳ        | Định kỳ        | Nhân vật chính | Nhân vật chính |                |                |
| Nathalie Emmanuel       | Missandei                    |                |                | Định kỳ        | Định kỳ        | Nhân vật chính | Nhân vật chính | Nhân vật chính | Nhân vật chính |
| Indira Varma            | Ellaria Sand                 |                |                |                | Định kỳ        | Nhân vật chính | Nhân vật chính | Nhân vật chính |                |
| Dean-Charles Chapman[d] | Tommen Baratheon             | Định kỳ        | Định kỳ        |                | Recurring      | Nhân vật chính | Nhân vật chính |                |                |
| Tom Wlaschiha[e]        | Jaqen H'ghar                 | Khách mời      | Định kỳ        |                |                | Nhân vật chính | Nhân vật chính |                |                |
| Michael McElhatton      | Roose Bolton                 |                | Định kỳ        | Định kỳ        | Định kỳ        | Nhân vật chính | Nhân vật chính |                |                |
| Jonathan Pryce          | The High Sparrow             |                |                |                |                | Định kỳ        | Nhân vật chính |                |                |
| Jacob Anderson          | Grey Worm                    |                |                | Định kỳ        | Định kỳ        | Định kỳ        | Định kỳ        | Định kỳ        | Nhân vật chính |

Ghi chú
- a  Trong mùa 6–7, Ned Stark được thủ vai bởi Sebastian Croft và Robert Aramayo trong các phân cảnh hồi tưởng.
- b  Trong mùa 5, Cersei Lannister được thủ vai bởi Nell Williams trong một phân cảnh hồi tưởng.
- c  Trong mùa 3, Daario Naharis được thủ vai bởi Ed Skrein.
- d  Trong mùa 1–2, Tommen Baratheon được thủ vai bởi Callum Wharry.
- e  Trong mùa 1, Jaqen H'ghar được thủ vai bởi một diễn viên không được nêu tên.

### Diễn viên phụ
Dưới đây là dàn diễn viên phụ tham gia góp mặt ít nhất 3 tập phim trong một mùa phim và được đánh dấu là xuất hiện " định kỳ:
| Diễn viên                  | Nhân vật              | Appearances | Appearances | Appearances | Appearances | Appearances | Appearances | Appearances | Appearances |
| Diễn viên                  | Nhân vật              | 1           | 2           | 3           | 4           | 5           | 6           | 7           | 8           |
| -------------------------- | --------------------- | ----------- | ----------- | ----------- | ----------- | ----------- | ----------- | ----------- | ----------- |
| Julian Glover              | Grand Maester Pycelle | Định kỳ     | Định kỳ     | Định kỳ     | Định kỳ     | Định kỳ     | Định kỳ     |             |             |
| Ian Beattie                | Meryn Trant           | Định kỳ     | Định kỳ     | Định kỳ     | Định kỳ     | Định kỳ     |             |             |             |
| Kristian Nairn[a]          | Hodor                 | Định kỳ     | Định kỳ     | Định kỳ     | Định kỳ     |             | Định kỳ     |             |             |
| Mark Stanley               | Grenn                 | Định kỳ     | Định kỳ     | Định kỳ     | Định kỳ     |             |             |             |             |
| Natalia Tena               | Osha                  | Định kỳ     | Định kỳ     | Định kỳ     |             |             | Định kỳ     |             |             |
| Art Parkinson              | Rickon Stark          | Định kỳ     | Định kỳ     | Định kỳ     |             |             | Định kỳ     |             |             |
| Esmé Bianco                | Ros                   | Định kỳ     | Định kỳ     | Định kỳ     |             |             |             |             |             |
| Hafþór Júlíus Björnsson[b] | Gregor Clegane        | Định kỳ     | Định kỳ     |             | Định kỳ     | Định kỳ     | Định kỳ     | Định kỳ     | Định kỳ     |
| Dominic Carter             | Janos Slynt           | Định kỳ     | Định kỳ     |             | Định kỳ     | Định kỳ     |             |             |             |
| Eugene Simon               | Lancel Lannister      | Định kỳ     | Định kỳ     |             |             | Định kỳ     | Định kỳ     |             |             |
| Nell Tiger Free[c]         | Myrcella Baratheon    | Định kỳ     | Định kỳ     |             |             | Định kỳ     | Khách mời   |             |             |
| Ron Donachie[d]            | Rodrik Cassel         | Định kỳ     | Định kỳ     |             |             |             | Định kỳ     |             |             |
| Donald Sumpter             | Maester Luwin         | Định kỳ     | Định kỳ     |             |             |             |             |             |             |
| Amrita Acharia             | Irri                  | Định kỳ     | Định kỳ     |             |             |             |             |             |             |
| Roxanne McKee              | Doreah                | Định kỳ     | Định kỳ     |             |             |             |             |             |             |
| Gethin Anthony             | Renly Baratheon       | Định kỳ     | Định kỳ     |             |             |             |             |             |             |
| Ian Gelder                 | Kevan Lannister       | Định kỳ     | Khách mời   |             |             | Định kỳ     | Định kỳ     |             |             |
| Francis Magee              | Yoren                 | Định kỳ     | Khách mời   |             |             |             |             |             |             |
| Elyes Gabel                | Rakharo               | Định kỳ     | Khách mời   |             |             |             |             |             |             |
| Wilko Johnson              | Ilyn Payne            | Định kỳ     | Khách mời   |             |             |             |             |             |             |
| Ian McElhinney             | Barristan Selmy       | Định kỳ     |             | Định kỳ     | Định kỳ     | Định kỳ     |             |             |             |
| Luke Barnes                | Rast                  | Định kỳ     |             | Định kỳ     | Định kỳ     |             |             |             |             |
| Peter Vaughan              | Maester Aemon         | Định kỳ     |             | Khách mời   | Định kỳ     | Định kỳ     |             |             |             |
| Josef Altin                | Pypar                 | Định kỳ     |             | Khách mời   | Định kỳ     |             |             |             |             |
| Owen Teale                 | Alliser Thorne        | Định kỳ     |             |             | Định kỳ     | Định kỳ     | Định kỳ     |             |             |
| Brian Fortune              | Othell Yarwyck        | Định kỳ     |             |             | Định kỳ     | Định kỳ     | Định kỳ     |             |             |
| Lino Facioli               | Robin Arryn           | Định kỳ     |             |             | Định kỳ     | Khách mời   | Khách mời   |             | Khách mời   |
| Joseph Mawle[e]            | Benjen Stark          | Định kỳ     |             |             |             |             | Định kỳ     | Khách mời   |             |
| Kate Dickie                | Lysa Arryn            | Định kỳ     |             |             | Khách mời   |             |             |             |             |
| Susan Brown                | Septa Mordane         | Định kỳ     |             |             |             |             |             |             |             |
| Dar Salim                  | Qotho                 | Định kỳ     |             |             |             |             |             |             |             |
| Jamie Sives                | Jory Cassel           | Định kỳ     |             |             |             |             |             |             |             |
| Emun Elliott               | Marillion             | Định kỳ     |             |             |             |             |             |             |             |
| Clive Mantle               | Greatjon Umber        | Định kỳ     |             |             |             |             |             |             |             |
| Mia Soteriou               | Mirri Maz Duur        | Định kỳ     |             |             |             |             |             |             |             |
| Miltos Yerolemou           | Syrio Forel           | Định kỳ     |             |             |             |             |             |             |             |
| Finn Jones                 | Loras Tyrell          | Khách mời   | Định kỳ     | Định kỳ     | Định kỳ     | Định kỳ     | Định kỳ     |             |             |
| Ben Hawkey                 | Hot Pie               | Khách mời   | Định kỳ     | Định kỳ     | Khách mời   |             |             | Khách mời   |             |
| Gerard Jordan              | Biter                 | Khách mời   | Định kỳ     |             | Khách mời   |             |             |             |             |
| Andy Beckwith              | Rorge                 | Khách mời   | Định kỳ     |             | Khách mời   |             |             |             |             |
| Eros Vlahos                | Lommy Greenhands      | Khách mời   | Định kỳ     |             |             |             |             |             |             |
| John Stahl[f]              | Rickard Karstark      | Khách mời   | Khách mời   | Định kỳ     |             |             |             |             |             |
| Richard Dormer[g]          | Beric Dondarrion      | Khách mời   |             | Định kỳ     |             |             | Khách mời   | Định kỳ     | Định kỳ     |
| Daniel Portman             | Podrick Payne         |             | Định kỳ     | Định kỳ     | Định kỳ     | Định kỳ     | Định kỳ     | Định kỳ     | Định kỳ     |
| Ben Crompton               | Eddison Tollett       |             | Định kỳ     | Định kỳ     | Định kỳ     | Định kỳ     | Định kỳ     | Khách mời   | Định kỳ     |
| Gemma Whelan               | Yara Greyjoy          |             | Định kỳ     | Khách mời   | Khách mời   |             | Định kỳ     | Định kỳ     | Khách mời   |
| Robert Pugh                | Craster               |             | Định kỳ     | Khách mời   |             |             |             |             |             |
| Tony Way                   | Dontos Hollard        |             | Định kỳ     |             | Định kỳ     |             |             |             |             |
| Steven Cole                | Kovarro               |             | Định kỳ     |             |             |             |             |             |             |
| Ralph Ineson               | Dagmer                |             | Định kỳ     |             |             |             |             |             |             |
| Nonso Anozie               | Xaro Xhoan Daxos      |             | Định kỳ     |             |             |             |             |             |             |
| Ian Hanmore                | Pyat Pree             |             | Định kỳ     |             |             |             |             |             |             |
| Fintan McKeown             | Amory Lorch           |             | Định kỳ     |             |             |             |             |             |             |
| Forbes KB                  | Black Lorren          |             | Định kỳ     |             |             |             |             |             |             |
| Simon Armstrong            | Qhorin Halfhand       |             | Định kỳ     |             |             |             |             |             |             |
| Nicholas Blane             | Spice King            |             | Định kỳ     |             |             |             |             |             |             |
| Slavko Juraga              | Silk King             |             | Định kỳ     |             |             |             |             |             |             |
| Karl Davies                | Alton Lannister       |             | Định kỳ     |             |             |             |             |             |             |
| Tara Fitzgerald[h]         | Selyse Florent        |             | Khách mời   | Khách mời   | Định kỳ     | Định kỳ     |             |             |             |
| William & James Wilson[i]  | Sam Bé                |             |             | Định kỳ     | Định kỳ     | Định kỳ     | Định kỳ     | Định kỳ     | Khách mời   |
| Anton Lesser               | Qyburn                |             |             | Định kỳ     | Định kỳ     | Định kỳ     | Định kỳ     | Định kỳ     | Định kỳ     |
| Diana Rigg                 | Olenna Tyrell         |             |             | Định kỳ     | Định kỳ     | Định kỳ     | Định kỳ     | Định kỳ     |             |
| Kerry Ingram               | Shireen Baratheon     |             |             | Định kỳ     | Định kỳ     | Định kỳ     |             |             |             |
| Ellie Kendrick             | Meera Reed            |             |             | Định kỳ     | Định kỳ     |             | Định kỳ     | Định kỳ     |             |
| Thomas Brodie-Sangster     | Jojen Reed            |             |             | Định kỳ     | Định kỳ     |             |             |             |             |
| Noah Taylor                | Locke                 |             |             | Định kỳ     | Định kỳ     |             |             |             |             |
| Ciarán Hinds               | Mance Rayder          |             |             | Định kỳ     | Khách mời   | Khách mời   |             |             |             |
| Tobias Menzies             | Edmure Tully          |             |             | Định kỳ     |             |             | Định kỳ     |             | Khách mời   |
| Paul Kaye                  | Thoros of Myr         |             |             | Định kỳ     |             |             | Khách mời   | Định kỳ     |             |
| Clive Russell              | Brynden Tully         |             |             | Định kỳ     |             |             | Khách mời   |             |             |
| Mackenzie Crook            | Orell                 |             |             | Định kỳ     |             |             |             |             |             |
| Philip McGinley            | Anguy                 |             |             | Định kỳ     |             |             |             |             |             |
| Dan Hildebrand             | Kraznys mo Nakloz     |             |             | Định kỳ     |             |             |             |             |             |
| Paul Bentley               | High Septon           |             |             | Khách mời   | Định kỳ     | Khách mời   |             |             |             |
| Charlotte Hope             | Myranda               |             |             | Khách mời   | Khách mời   | Định kỳ     | Khách mời   |             |             |
| Will Tudor                 | Olyvar                |             |             | Khách mời   | Khách mời   | Định kỳ     |             |             |             |
| Daniel Tuite[j]            | Lothar Frey           |             |             | Khách mời   |             |             | Định kỳ     |             |             |
| Tim Plester                | Black Walder Rivers   |             |             | Khách mời   |             |             | Định kỳ     |             |             |
| Brenock O'Connor           | Olly                  |             |             |             | Định kỳ     | Định kỳ     | Định kỳ     |             |             |
| Roger Ashton-Griffiths     | Mace Tyrell           |             |             |             | Định kỳ     | Định kỳ     | Định kỳ     |             |             |
| Pedro Pascal               | Oberyn Martell        |             |             |             | Định kỳ     |             |             |             |             |
| Yuri Kolokolnikov          | Styr                  |             |             |             | Định kỳ     |             |             |             |             |
| Joseph Gatt                | Thenn warg            |             |             |             | Định kỳ     |             |             |             |             |
| Elizabeth Webster          | Walda Bolton          |             |             |             | Khách mời   | Định kỳ     | Khách mời   |             |             |
| Joel Fry                   | Hizdahr zo Loraq      |             |             |             | Khách mời   | Định kỳ     |             |             |             |
| Rupert Vansittart          | Yohn Royce            |             |             |             | Khách mời   | Khách mời   | Định kỳ     | Định kỳ     | Định kỳ     |
| Max von Sydow[k]           | Quạ Ba Mắt            |             |             |             | Khách mời   |             | Định kỳ     |             |             |
| Kae Alexander[l]           | Leaf                  |             |             |             | Khách mời   |             | Định kỳ     |             |             |
| Vladimir Furdik[m]         | Night King            |             |             |             | Khách mời   | Khách mời   | Khách mời   | Định kỳ     | Khách mời   |
| Faye Marsay                | The Waif              |             |             |             |             | Định kỳ     | Định kỳ     |             |             |
| Michael Condron            | Bowen Marsh           |             |             |             |             | Định kỳ     | Định kỳ     |             |             |
| Hannah Waddingham          | Septa Unella          |             |             |             |             | Định kỳ     | Định kỳ     |             |             |
| Rosabell Laurenti Sellers  | Tyene Sand            |             |             |             |             | Định kỳ     | Khách mời   | Khách mời   |             |
| Jessica Henwick            | Nymeria Sand          |             |             |             |             | Định kỳ     | Khách mời   | Khách mời   |             |
| Keisha Castle-Hughes       | Obara Sand            |             |             |             |             | Định kỳ     | Khách mời   | Khách mời   |             |
| DeObia Oparei              | Areo Hotah            |             |             |             |             | Định kỳ     | Khách mời   |             |             |
| Alexander Siddig           | Doran Martell         |             |             |             |             | Định kỳ     | Khách mời   |             |             |
| Toby Sebastian             | Trystane Martell      |             |             |             |             | Định kỳ     | Khách mời   |             |             |
| Ian Whyte                  | Wun Weg Wun Dar Wun   |             |             |             |             | Khách mời   | Định kỳ     |             |             |
| Richard Rycroft            | Maester Wolkan        |             |             |             |             |             | Định kỳ     | Định kỳ     | Định kỳ     |
| Staz Nair                  | Qhono                 |             |             |             |             |             | Định kỳ     | Định kỳ     | Định kỳ     |
| Bella Ramsey               | Lyanna Mormont        |             |             |             |             |             | Định kỳ     | Khách mời   | Định kỳ     |
| Paul Rattray               | Harald Karstark       |             |             |             |             |             | Định kỳ     |             |             |
| Richard E. Grant           | Izembaro              |             |             |             |             |             | Định kỳ     |             |             |
| Joe Naufahu                | Khal Moro             |             |             |             |             |             | Định kỳ     |             |             |
| Essie Davis                | Lady Crane            |             |             |             |             |             | Định kỳ     |             |             |
| Leigh Gill                 | Bobono                |             |             |             |             |             | Định kỳ     |             |             |
| Rob Callender              | Clarenzo              |             |             |             |             |             | Định kỳ     |             |             |
| Pilou Asbæk                | Euron Greyjoy         |             |             |             |             |             | Khách mời   | Định kỳ     | Định kỳ     |
| Tim McInnerny              | Robett Glover         |             |             |             |             |             | Khách mời   | Định kỳ     |             |
| James Faulkner             | Randyll Tarly         |             |             |             |             |             | Khách mời   | Định kỳ     |             |
| Tom Hopper[n]              | Dickon Tarly          |             |             |             |             |             | Khách mời   | Định kỳ     |             |
| Jim Broadbent              | Archmaester Ebrose    |             |             |             |             |             |             | Định kỳ     |             |
| Brendan Cowell             | Harrag                |             |             |             |             |             |             | Định kỳ     |             |
| Megan Parkinson            | Alys Karstark         |             |             |             |             |             |             | Khách mời   | Định kỳ     |

Notes
- a  Trong mùa 6, Hodor được thủ vai bởi Sam Coleman (tên nguyên gốc là Wylis) trong các phân cảnh hồi tưởng.
- b  Trong mùa 1, Gregor Clegane được thủ vai bởi Conan Stevens và Ian Whyte trong mùa 2.
- c  Trong mùa 1–2, Myrcella Baratheon được thủ vai bởi Aimee Richardson.
- d  Trong mùa 6, Rodrik Cassel được thủ vai bởi Fergus Leathem trong các phân cảnh hồi tưởng.
- e  Trong mùa 6, Benjen Stark được thủ vai bởi Matteo Elezi trong các phân cảnh hồi tưởng.
- f  Trong mùa 1, Rickard Karstark được thủ vai bởi Steven Blount.
- g  Trong mùa 1, Beric Dondarrion được thủ vai bởi David Michael Scott.
- h  Trong mùa 2, Selyse Florent được thủ vai bởi Sarah MacKeever.
- i  Trong mùa 3–5, Sam Bé được thủ vai bởi các diễn viên không được nêu tên.
- j  Trong mùa 3, Lothar Frey được thủ vai bởi Tom Brooke.
- k  Trong mùa 4, Quạ Ba Mắt được thủ vai bởi Struan Rodger.
- l  Trong mùa 4, Leaf được thủ vai bởi Octavia Alexandru.
- m  Trong mùa 4–5, Dạ Đế được thủ vai bởi Richard Brake.
- n  Trong mùa 6, Dickon Tarly được thủ vai bởi Freddie Stroma.

#### Các nhân vật khác
Được giới thiệu trong mùa 1
- Dennis McKeever trong vai một chỉ huy của Hội Tuần đêm
- David Bradley trong vai Walder Frey
- Andrew Wilde trong vai Tobho Mott
- Roger Allam trong vai Illyrio Mopatis
- Jefferson Hall trong vai Hugh của xứ Vale
- Margaret John trong vai Old Nan
- Mark Lewis Jones trong vai Shagga
- Bronson Webb trong vai Will
- Rob Ostlere trong vai Waymar Royce
- Dermot Keaney trong vai Gared
- John Standing trong vai Jon Arryn
- Rhodri Hosking trong vai Mycah
- Antonia Christophers trong vai Mhaegen
- Sahara Knite trong vai Armeca

Được giới thiệu trong mùa 2
- Josephine Gillan trong vai Marei
- Sara Dylan trong vai người hầu gái
- Patrick Malahide trong vai Balon Greyjoy
- Edward Dogliani and Ross O'Hennessy trong vai Chúa Xương
- Lucian Msamati trong vai Salladhor Saan
- Andy Kellegher trong vai Polliver
- Roy Dotrice trong vai Hallyne
- Oliver Ford Davies trong vai Maester Cressen
- Maisie Dee trong vai Daisy
- David Coakley trong vai Drennan
- Peter Ballance trong vai Farlen
- Paul Caddell trong vai Jacks
- Aidan Crowe trong vai Quent
- Tyrone McElhennon trong vai Torrhen Karstark
- Anthony Morris trong vai the Tickler
- Slavko Juraga trong vai Vua Lụa
- Laura Pradelska trong vai Quaithe
- David Fynn trong vai Rennick

Được giới thiệu trong mùa 3
- Burn Gorman trong vai Karl Tanner
- Dean-Charles Chapman trong vai Martyn Lannister
- Timothy Gibbons trong vai Willem Lannister
- Alexandra Dowling trong vai Roslin Tully
- Mark Killeen trong vai Mero
- Ramon Tikaram trong vai Prendahl na Ghezn
- Will O'Connell trong vai Todder
- Pixie Le Knot trong vai Kayla
- Jamie Michie trong vai Steelshanks Walton
- Clifford Barry trong vai Greizhen mo Ullhor
- George Georgiou trong vai Razdal mo Eraz

Được giới thiệu trong mùa 4
- Mark Gatiss trong vai Tycho Nestoris
- Reece Noi trong vai Mossador
- Gary Oliver trong vai Ternesio Terys
- Lu Corfield trong vai người phụ nữ ở Mole's Town
- Lois Winstone trong vai gái điếm ở Mole's Town
- Alisdair Simpson trong vai Donnel Waynwood
- Paola Dionisotti trong vai Anya Waynwood
- Deirdre Monaghan trong vai Morag
- Jane McGrath trong vai Sissy
- Sarine Sofair trong vai Lhara

Được giới thiệu trong mùa 5
- Enzo Cilenti trong vai Yezzan zo Qaggaz
- Murray McArthur trong vai Dim Dalba
- Adewale Akinnuoye-Agbaje trong vai Malko
- Birgitte Hjort Sørensen trong vai Karsi
- Zahary Baharov trong vai Loboda
- J. J. Murphy trong vai Denys Mallister
- Ali Lyons trong vai Johnna
- Oengus MacNamara trong vai người đàn ông gầy gò
- Hattie Gotobed trong vai Ghita
- Meena Rayann trong vai Vala

Được giới thiệu trong mùa 6
- Lucy Hayes trong vai Kitty Frey
- Dean S. Jagger trong vai Smalljon Umber
- Michael Feast trong vai Aeron Greyjoy
- Kevin Eldon trong vai Camello
- Eline Powell trong vai Bianca
- Gerald Lepkowski trong vai Zanrush
- Souad Faress trong vai Giáo chủ tối cao của Dosh Khaleen
- Jóhannes Haukur Jóhannesson trong vai Lem Lemoncloak
- Sean Blowers trong vai Wyman Manderly
- Tom Varey trong vai Cley Cerwyn
- Samantha Spiro trong vai Melessa Tarly
- Rebecca Benson trong vai Talla Tarly
- Ania Bukstein trong vai Kinvara
- Ian McShane trong vai Brother Ray
- Ricky Champ trong vai Gatins
- Ian Davies trong vai Morgan
- Nathanael Saleh trong vai Arthur
- Annette Hannah trong vai Frances
- Eddie Jackson trong vai Belicho Paenymion
- Andrei Claude trong vai Khal Rhalko
- Tamer Hassan trong vai Khal Forzho
- Chuku Modu trong vai Aggo
- Deon Lee-Williams trong vai Iggo
- Hannah John-Kamen trong vai Ornela

Được giới thiệu trong mùa 7
- Harry Grasby trong vai Ned Umber

Được giới thiệu trong mùa 8
- Marc Rissmann trong vai Harry Strickland
- Bea Glancy trong vai Teela

Các diễn viên trong vai nhân vật không phải người
- Ian Whyte trong vai Dongo the Doomed khổng lồ và nhiều White Walker khác nhau
- Ross Mullan trong vai nhiều White Walker khác nhau
- Tim Loane trong vai một White Walker
- Neil Fingleton trong vai Mag Mar Tun Doh Weg khổng lồ
- Spencer Wilding trong vai một White Walker

Diễn viên trong phân cảnh hồi tưởng
- Jodhi May trong vai Maggy the Frog
- Nell Williams trong vai Cersei Lannister lúc nhỏ
- Isabella Steinbarth trong vai Melara Hetherspoon
- Sebastian Croft trong vai child Eddard Stark
- Matteo Elezi trong vai Benjen Stark lúc nhỏ
- Cordelia Hill trong vai Lyanna Stark lúc nhỏ
- Sam Coleman trong vai Wylis/Hodor lúc nhỏ
- Annette Tierney trong vai Old Nan lúc nhỏ
- Fergus Leathem trong vai Rodrik Cassel lúc nhỏ
- Robert Aramayo trong vai Eddard Stark lúc nhỏ
- Luke Roberts trong vai Arthur Dayne
- Eddie Eyre trong vai Gerold Hightower
- Leo Woodruff trong vai Howland Reed lúc trẻ
- Wayne Foskett trong vai Rickard Stark
- David Rintoul trong vai Aerys 'The Mad King' Targaryen
- Aisling Franciosi trong vai Lyanna Stark
- Wilf Scolding trong vai Rhaegar Targaryen
- Tom Chadbon trong vai High Septon Maynard

## Các nhân vật chính

### Eddard "Ned" Stark

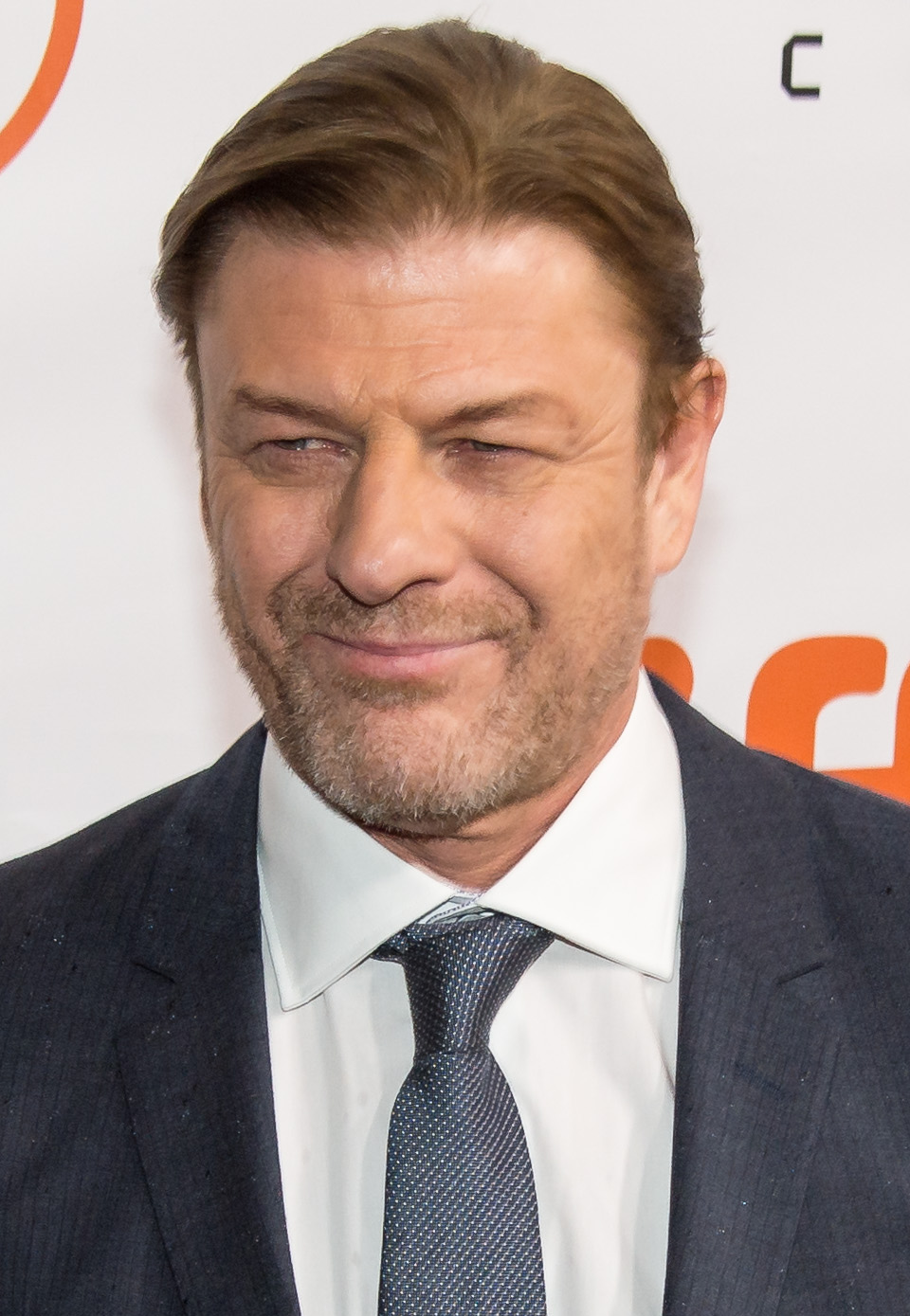
Sean Bean

Ned Stark (mùa 1, 6–7) được thủ vai bởi Sean Bean, Sebastian Croft trong vai Ned hồi trẻ và Robert Aramayo trong vai Ned lúc còn bé. Eddard "Ned" Stark của Nhà Stark là Lãnh chúa của Winterfell và Hộ thần của phương Bắc, ông trở thành Cánh tay của Nhà Vua sau cái chết của Lãnh chúa Jon Arryn. Ông được biết đến là một người đầy danh dự và chính trực. Ông đã từng tham gia vào Cuộc Nổi dậy của Robert sau khi người em gái Lyanna bị bắt cóc bởi thái tử Rhaegar Targaryen. Khi cha và em trai của Ned tới phương nam để đòi lại cô, "Vua Điên" Aerys Targaryen đã thiêu sống cả hai người. Ned và Robert Baratheon sau đó đã chỉ huy một cuộc nổi dậy để truất quyền làm vua của Aerys. Phần bộ phim bắt đầu, Ned lúc này đang sống ổn định tại phương bắc, tuy nhiên sau cái chết của Lãnh chúa Jon Arryn, ông đã bị thuyết phục rằng nghĩa vụ của mình là phải phụng sự dưới vai trò Cánh tay của Nhà Vua. Ned không phải người quá đam mê chính trị, ông thích cai trị với danh dự và tuân theo luật lệ hơn. Khi đang điều tra về nguyên nhân gây ra cái chết của Jon Arryn, ông phát hiện ra rằng cả ba người con mà Robert có với Hoàng hậu Cersei đều là con để của người em song sinh của Cersei, Jaime. Khi Ned chất vấn Cersei về sự thật này, bà ta đã bắt giam ông vì tội phản bội sau khi dám tố cáo Joffrey một cách công khai. Ned bị thuyết phục bởi Varys rằng nếu ông muốn chết trong danh dự như ông muốn, các con gái của ông sẽ chịu sự trừng phạt. Để bảo vệ con của mình, ông đã hi sinh danh dự và tuyên bố trước công chúng rằng ông muốn chiếm đoạt ngai sắt và Joffrey mới là vị vua đích thực. Mặc dù Cersei đã hứa với Ned rằng ông sẽ được đày tới Hội Tuần đêm, Joffrey vẫn quyết định hành hình Ned vì niềm vui của hắn và sau đó tra tấn Sansa bằng cách ép cô phải nhìn đầu của cha mình. Hài cốt của ông sau đó được trả lại cho Catelyn khi bà ở Stormlands bởi Petyr Baelish, kẻ than phiền về cái chết của Ned khi ông đã quá trọng danh dự khi không chiếm lấy ngôi báu bằng vũ lực mà lại thuyết phục Lãnh chúa Stannis Baratheonlên nắm quyền. Tuy nhiên vụ hành quyết Ned cũng không phải vô ích khi ông đã thông báo chó Stannis sự thật về cha mẹ của Joffrey, sau đó Stannis đã cho toàn bộ người dân trên Westeros biết chuyện này, từ đó đã dẫn tới Cuộc chiến của Năm Vị Vua chống lại Nhà Lannister.

### Robert Baratheon

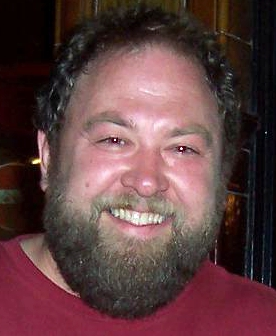
Mark Addy

Robert Baratheon (mùa 1) được thủ vai bởi Mark Addy. Robert Baratheon của Nhà Baratheon trước đây là một chiến binh quả cảm, ông sau đó đã trở thành vị vua của Bảy Vương quốc sau khi dẫn dầu cuộc nổi dậy chống lại Aerys Targaryen Đệ Nhị. Ông từng được hứa hôn với em gái của Ned Stark là Lyanna và ông thực sự rất yêu cô, tuy nhiên cô đã bị bắt cóc bởi Rhaegar Targaryen. Cha và anh trai của cô sau đó bị giết khi đi đến King's Landing, do đó đã tạo ra cuộc nổi dậy của Robert và Ned Stark khiến toàn bộ người nhà Targaryen bị sát hại và phải tháo chạy khỏi Vương quốc. Do gia tộc của Robert gần gũi hơn với gia tộc Hoàng gia, ông đã được chọn để chính thức lên ngôi. Giờ đây, Robert đã trở thành một vị vua béo phì và mệt mỏi, ông không còn cuộc chiến nào để đấu tranh nữa, ông bị bao quanh bởi những kẻ mưu mô và ninh bợ, ông chán nản với những công việc cần làm để cai trị cả Vương quốc, sau đó ông còn bị mắc kẹt trong cuộc hôn nhân chính trị với Cersei Lannister, người mà ông chưa từng yêu. Ông không nhận ra rằng cả ba đứa con đều không phải là con để của mình mà là của Jaime Lannister. Dưới sự cai trị của ông, quốc gia đã bị phá sản, và Robert chìm trong khoản nợ từ gia đình nhà vợh. Ông bị chết trong một lần đi săn, vô tình không để lại một người nối ngôi hợp pháp nào. Tất cả những người con hoang của ông đều bị sát hại theo lệnh của Joffrey, rất nhiều người trong số đó đã chết, chỉ có Gendry sau đó đã thoát được và rời khỏi Kinh đô.

### Jaime Lannister

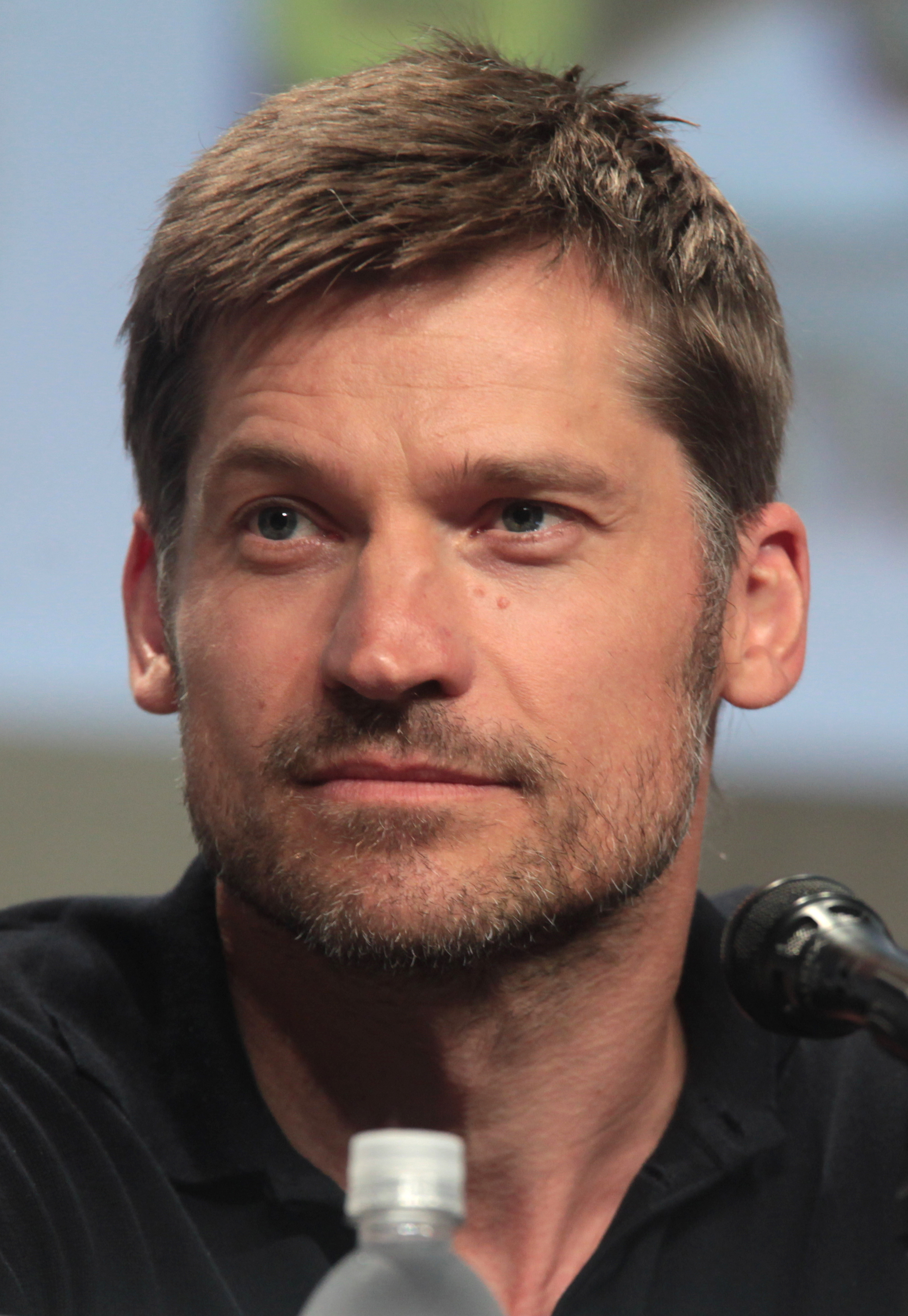
Nikolaj Coster-Waldau

Jaime Lannister được thủ vai bởi Nikolaj Coster-Waldau. Hiệp sĩ Jaime Lannister của nhà Lannister là thành viên của đội Vệ Vương với kỹ năng dùng kiếm xuất chúng. Ông là em trai song sinh của Hoàng hậu và đã nhiều lần loạn luân với bà trong suốt cuộc đời, sau đó trở thành cha đẻ của ba đứa con. Ông thật lòng yêu thương chị gái của mình và sẵn sàng làm mọi thứ, dù độc ác đến đâu đi chăng nữa, chỉ để được ở gần bà. Ông có biệt danh là "Kẻ giết Vua" vì đã giết chết vị vua trước, Aerys Đệ Nhị, người mà ông đã thề trung thành. Ông sau đó được cho phép tiếp tục phận sự là một Vệ Vương vì ông và cha mình đã giúp Robert thắng trận chiến, tuy nhiên ông lại bị khinh thường bởi tất cả mọi người. Dù Eddard Stark không thích Jaime vì đã phá bỏ lời thề phải bảo vệ Nhà vua trong Cuộc Nổi loạn của Robert, Jaime vẫn rất tôn trọng Eddard, người mà ông cho rằng là một chiến binh xuất sắc và có thể sánh ngang với mình trong việc chiến đấu. Không giống như cha và chị chủa mình, Jaime rất quan tâm đến người em trai Tyrion.

### Catelyn Stark

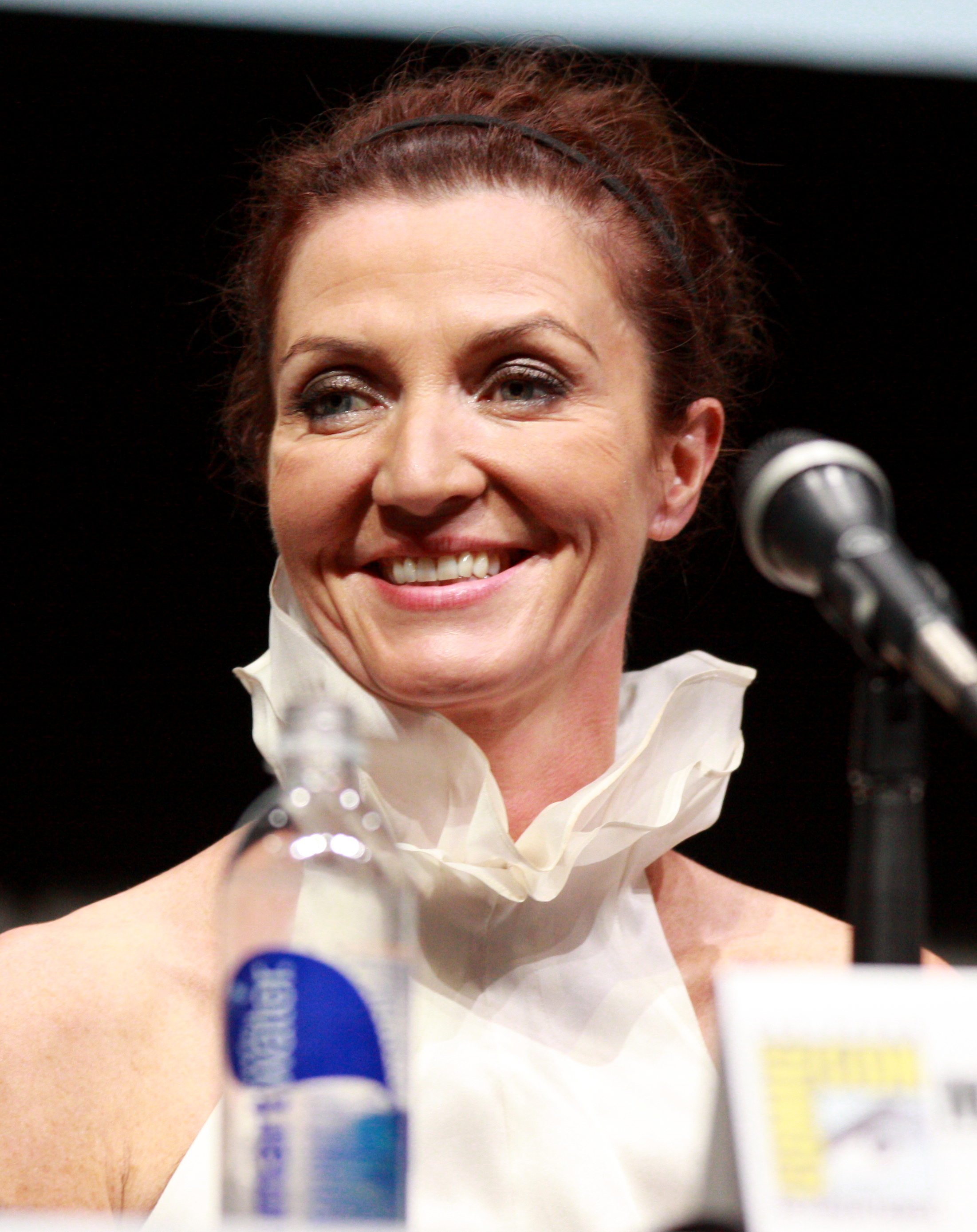
Michelle Fairley

Catelyn Stark (mùa 1–3) được thủ vai bởi Michelle Fairley. Catelyn Stark của Nhà Stark và Nhà Tully, Phu nhân của Winterfell, là vợ của Lãnh chúa Eddard Stark. Bà là con gái của Lãnh chúa và Phu nhân của Riverlands, là chị của Lysa Arryn, Phu nhân của sứ Vale, người cai trị thành Eyrie và Lãnh chúa Edmure Tully, Lãnh chúa vùng Riverrun.

Lena Headey

Cersei Lannister được thủ vai bởi Lena Headey, bên cạnh đó còn có diễn viên Nell Williams trong vai Cersei lúc nhỏ. Cersei Lannister của Nhà Lannister và Nhà Baratheon, Nữ hoàng của Bảy Vương Quốc, là vợ của vua Robert Baratheon. Cha của bà đã sắp xếp cuộc hôn nhân này khi bà còn khá nhỏ, với mục tiêu là gia tăng sức mạnh cho gia tộc. Nhà Lannister là gia tộc giàu có nhất trên khắp lãnh thổ của Westeros, đây cũng chính là nguyên nhân khiến Robert mong muốn kết thân với gia tộc này. Cersei có một người em trai sinh đôi là Jaime, người mà bà đã loạn luân trong một thời gian dài kể từ hồi bé. Cả ba đứa con của Cersei đều là con để của Jaime. Tính cách chủ đạo của Cersei là khát khao nắm quyền lực và sự yêu thương dành cho cha, cho những đứa con, và cho người em trai Jaime. Trước khi Ned chuẩn bị nói cho Robert sự thật về việc những đứa con của ông với Cersei không phải là con đẻ, Robert đã bị lợn rừng tấn công trong một chuyến đi săn. Cersei sau đó nhanh chóng thực hiện những bước đi của mình để con cả là Joffrey nắm vương quyền, còn bà trở thành cố vấn và Mẫu hậu.

### Daenerys Targaryen

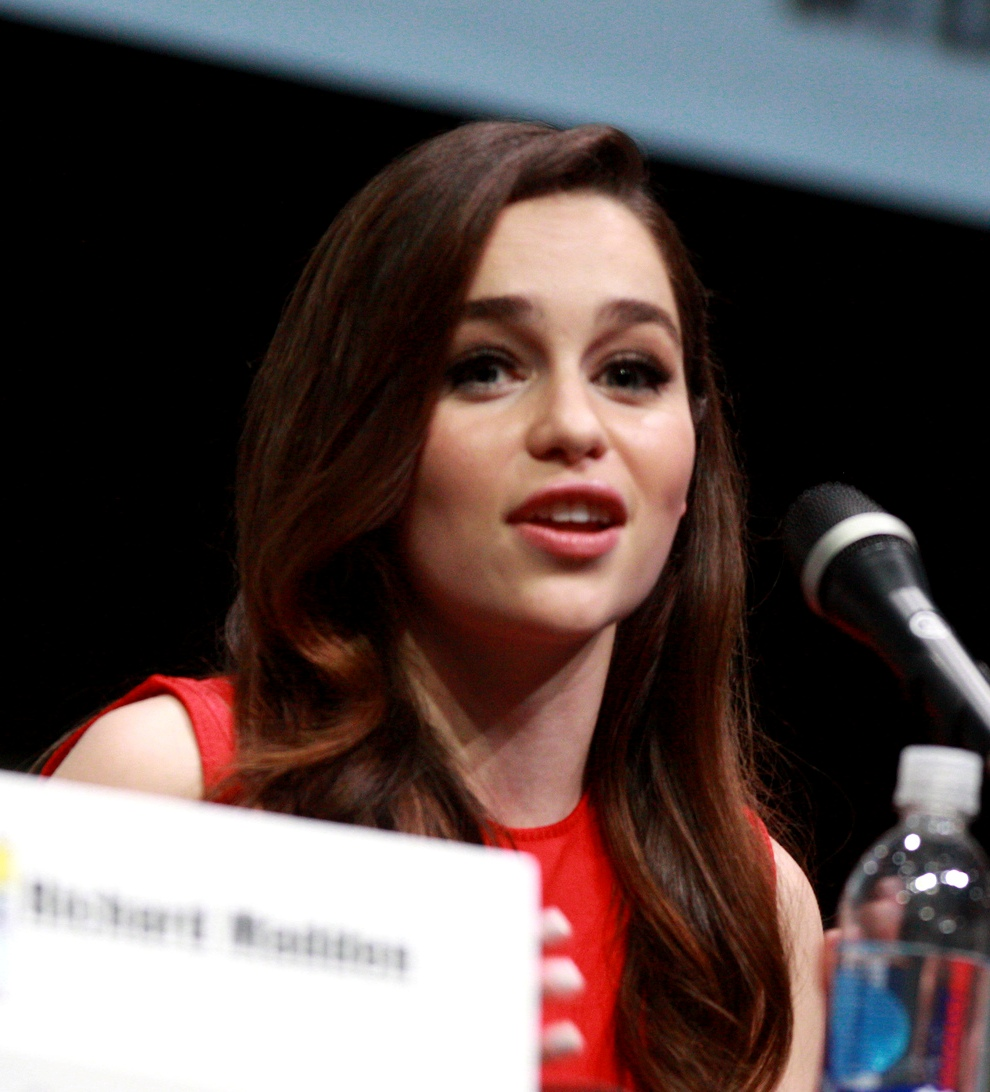
Emilia Clarke

Daenerys Targaryen được thủ vai bởi Emilia Clarke. Daenerys Targaryen là công chúa của gia tộc hoàng gia Nhà Targaryen. Còn hay được gọi với cái tên "the Stormborn" (Sinh ra trong Bão tố), Daenerys cùng anh trai đã phải lưu lạc tại lục địa Essos khi Cuộc Nổi loạn của Robert kết thúc, kéo theo sự sụp đổ của đế chế nhà Targaryen. Trong suốt mười bảy năm lớn lên, cô chịu sự chăm sóc và dạy bảo bởi Viserys, kẻ mà cô cũng rất sợ khi sẵn sàng ngược đãi em gái mình nếu không làm hắn hài lòng. Để đổi lấy một đạo quân, Viserys đã em gái Daenerys cho tộc trưởng Dothraki hùng mạnh là Khal Drogo, giúp cho Daenerys trở thành một Khaleesi, nữ hoàng của người Dothraki.